# Крючкова, Мария Евгеньевна
Мария Евгеньевна Крючкова (7 июля 1988, Ростов-на-Дону — 8 марта 2015) — российская гимнастка. Бронзовый призёр Олимпийских игр в командном первенстве (2004), чемпионка Европы среди юниоров (2004) в командном первенстве. Мастер спорта России международного класса.

## Спортивная карьера
Начала заниматься спортивной гимнастикой с 5 лет.
Дебютировала за сборную России на Чемпионате мира 2003 года в командном первенстве, в котором вместе с командой заняла 5 место.
Выиграла Чемпионат Европы среди юниоров 2004 года в командном первенстве.
В составе сборной России выиграла «бронзу» летних Олимпийских игр 2004 года в командном первенстве. В личном первенстве и на отдельных снарядах в финалы пройти не удалось.
После Олимпиады в Афинах завершила карьеру и перешла на тренерскую работу.
Скончалась 8 марта 2015 года от эмболии — закупорки сосудов.